# Liste der Monuments historiques in Baigneaux (Gironde)
Die Liste der Monuments historiques in Baigneaux (Gironde) führt die Monuments historiques in der französischen Gemeinde Baigneaux auf.

## Liste der Bauwerke
| Bezeichnung                    | Beschreibung                 | Standort | Kennzeichnung | Schutzstatus | Datum | Bild           |
| ------------------------------ | ---------------------------- | -------- | ------------- | ------------ | ----- | -------------- |
| Friedhofskreuz                 | Errichtet im 16. Jahrhundert | (Lage)   | PA33000054    | Inscrit      | 2002  | weitere Bilder |
| Kirche Saint-Pierre-Saint-Paul | Erbaut 1538                  | (Lage)   | PA00083122    | Inscrit      | 2002  | weitere Bilder |